# آشوت هاکوبیان (سیاستمدار زاده ۱۹۵۹)
آشوت مخیتاری هاکوبیان (ارمنی: Աշոտ Մխիթարի Հակոբյան؛ زادهٔ ۳۰ مارس ۱۹۵۹) یک  سیاستمدار اهل ارمنستان است که از تاریخ ۱۹۹۰ تا تاریخ ۱۹۹۵ سمت نمایندگی دوره اول شورای عالی جمهوری ارمنستان را برعهده داشت.

## زندگی‌نامه
در در ارمنستان به دنیا آمد . 